# Кіселюв (Сілезьке воєводство)
Кіселюв (пол. Kisielów, нім. Kisielau) — село в Польщі, у гміні Ґолешув Цешинського повіту Сілезького воєводства.
Населення — 677 осіб (2011).
У 1975-1998 роках село належало до Бельського воєводства.

## Демографія
Демографічна структура станом на 31 березня 2011 року:
|          | Загалом | Допрацездатний вік | Працездатний вік | Постпрацездатний вік |
| -------- | ------- | ------------------ | ---------------- | -------------------- |
| Чоловіки | 335     | 87                 | 211              | 37                   |
| Жінки    | 342     | 72                 | 200              | 70                   |
| Разом    | 677     | 159                | 411              | 107                  |